# ویکتوریا نولاند
ویکتوریا نولاند (به انگلیسی: Victoria Nuland) (زاده ۱ ژوئیه ۱۹۶۱) دستیار سابق امور اروپایی و اورآسیای وزارت خارجه ایالات متحده است.
وی سابقه‌ای طولانی در وزارت امور خارجه ایالات متحده دارد و برای هر دو حزب جمهوری‌خواه و حزب دموکرات کار کرده‌است. جو بایدن رئیس‌جمهور منتخب آمریکا نولاند را برای معاونت امور سیاسی وزیر امور خارجه این کشور نامزد کرد.
ویکتوریا نولاند در مقطعی سخنگوی وزارت امور خارجه ایالات متحده آمریکا بود که پس از آن جن ساکی در این منصب جای او را گرفت.

## زندگی
ویکتوریا نولاند، فرزند پروفسور شروین نولاند (جراح، مؤلف و استاد دانشگاه که دارای نام خانوادگی قبلی نودلمن بود) است. پدربزرگ او میر نودلمن بوده‌است که از یهودیانی بوده‌است که از امپراطوری روسیه به ایالات متحده مهاجرت کردند. او دارای مدرک کارشناسی از دانشگاه براون است. او همسر رابرت کیگن (مورخ) و دارای دو فرزند می‌باشد. وی به زبان‌های روسی و فرانسوی تسلط و با زبان چینی آشنایی دارد.